# Gemäßigter Regenwald

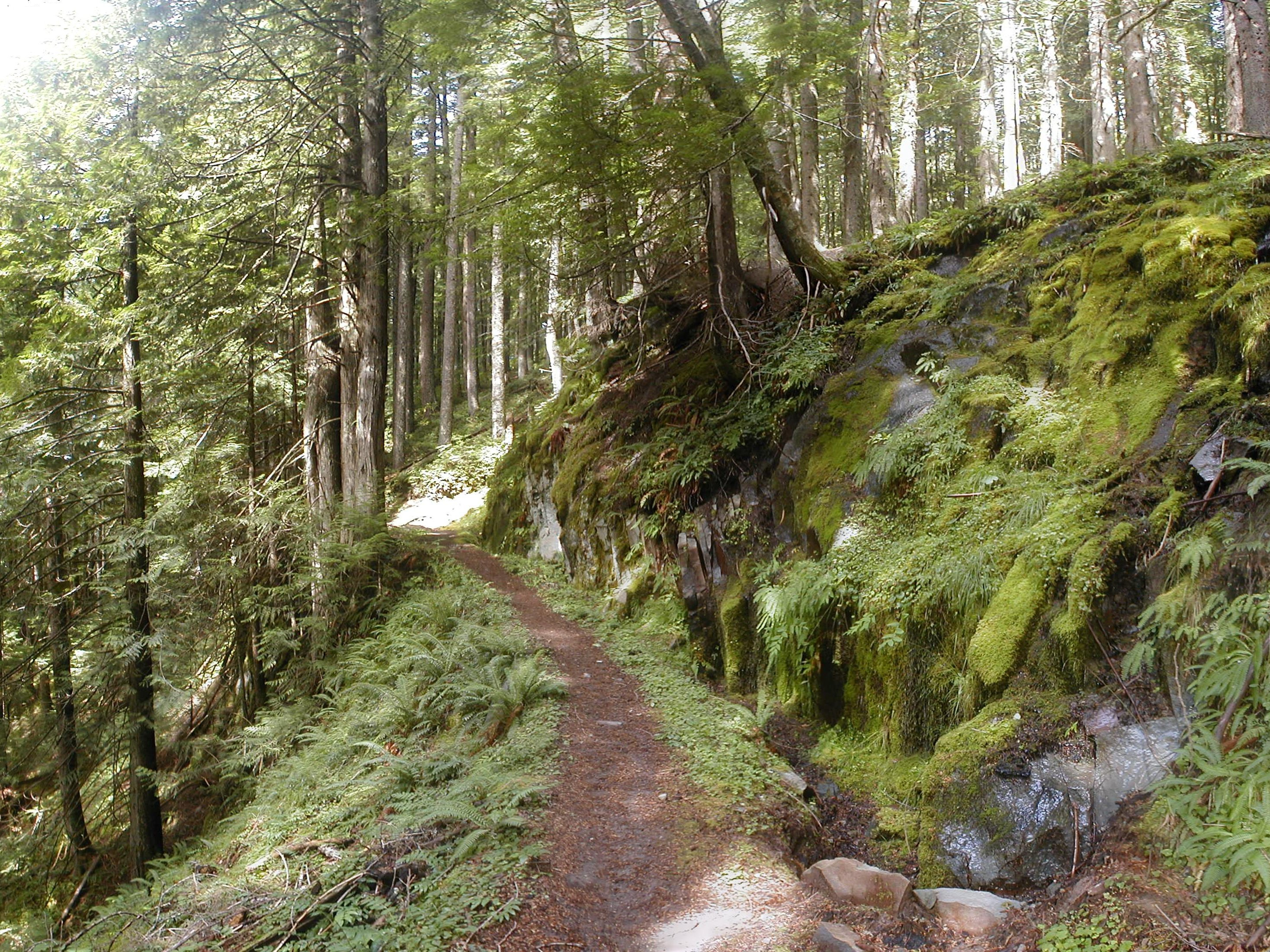
Gemäßigter Regenwald am Mount Hood, Oregon, USA

Der Regenwald der gemäßigten Breiten (auch temperater Regenwald) ist ein Wald-Ökosystem, das sich durch einen besonderen Wasserhaushalt auszeichnet. Die Abgrenzung zum tropischen Regenwald ist durch seine Lage in kühlgemäßigten Klimazonen gegeben.

## Definition

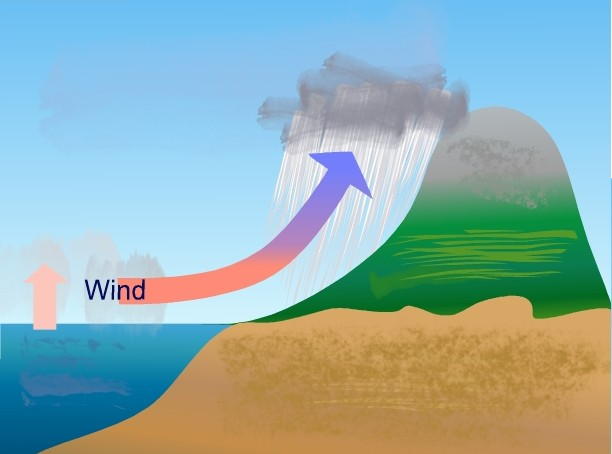
Steigungsregen

Als Regenwald gelten im Allgemeinen Wälder mit ganzjährig humidem Klima sowie besonders großen Niederschlagsmengen. In den Tropen sind (im Tiefland) mehr als 2000 mm Regen pro Jahr nötig, damit immerfeuchte Regenwälder gedeihen können, während in den kühlen gemäßigten Breiten aufgrund der viel geringeren Verdunstung bereits 1000 mm ausreichen (die in Richtung der kaltgemäßigten Zone zu einem großen Teil als Schnee fallen). Die Spanne der mittleren jährlichen Niederschläge liegt zwischen 1000 und 2100 mm, häufig ergänzt durch Nebel, der den Wald zusätzlich feucht hält. Da die größten Niederschlagsmengen in den Westwindzonen im Steigungsregen an Gebirgshängen vorkommen, liegen nahezu alle temperaten Regenwälder an der Westabdachung hoher Küstengebirge. Hier führen landeinwärts gerichtete Seewinde feuchtigkeitsgesättigte Luftmassen gegen das Gebirge und zwingen diese zum Aufstieg. In montanen Höhen liegt die Niederschlagssumme daher häufig über 4000 mm. Extrembeispiele: Hucuktlis Lake an der Westküste von Vancouver Island mit fast 7000 mm oder am Cropp River im Westen der Südinsel Neuseelands über 11000 mm.
Das maritime Klima dämpft in den gemäßigten Regenklimaten die jahreszeitlichen Klimaschwankungen, so dass die Winter milder und die Sommer kühler sind als im Landesinneren unter Einfluss des kontinentalen Klimas. Die Jahresmitteltemperaturen liegen zwischen 5 und 11 °C und entsprechen damit etwa der Spanne für die Laub- und Mischwälder jenseits der Küstengebirge.

## Vorkommen

Ursprüngliche Verbreitung von Regenwäldern der gemäßigten Breiten

Gemäßigte Regenwälder können an den Küsten aller Kontinente in den gemäßigten Breiten entstehen; größere und landschaftsprägende Bestände gibt es in:
- Aserbaidschan und Iran: "Hyrcanischer Wald" an der Südküste des Kaspischen Meeres
- Australien und Westtasmanien: Im australischen Bundesstaat Victoria und auf dem westlichen Teil der Insel Tasmanien südlich von Australien dehnen sich auch heute noch gemäßigte Regenwälder aus. Es überwiegt der Eukalyptus in Verbindung mit Monimiengewächsen und Scheinbuchen
- Georgien und Türkei (Nord-Anatolien): In der Kolchis-Region wird der artenreiche Wald der regenreichen Küstengebirge durch Buchengewächse (vor allem Orientalische Buche, aber auch Edelkastanie, Traubeneiche u. a.) dominiert, unter denen verschiedene immergrüne Straucharten ein zweites Stockwerk aufbauen
- Neuseeland: Die gemäßigten Regenwälder werden von Scheinbuchen und Steineibengewächsen dominiert. Typisch sind Baumfarne im Unterwuchs
- Nordamerika: Am bekanntesten ist der temperate rainforest an der nordamerikanischen Pazifikküste zwischen Nord-Kalifornien (USA), British Columbia (Kanada) und dem südöstlichen Teil von Alaska (USA). Hier dominieren die Nadelbäume, vorwiegend Fichten, der Riesen-Lebensbaum und in Kalifornien der Küstenmammutbaum, die höchste Baumart der Erde. Hierzu ist auch einer der wenigen gemäßigten Regenwälder im Binnenland zu rechnen: Ein kleines Vorkommen im kanadischen Mount-Revelstoke-Nationalpark
- Südamerika: Gemäßigte Regenwälder stehen vorwiegend an der chilenischen Pazifikküste – Valdivianischer Regenwald. Er besteht vorwiegend aus Zypressengewächsen (Chilezeder, Patagonische Zypresse) und Scheinbuchen

Kleinere Wälder oder Reste an besonderen Standorten finden sich auf bzw. in:
Hochebenen Brasiliens, Iberischer Halbinsel (Reste haben sich nur noch in Schluchten erhalten), Norwegen (Wenige Quadratkilometer in der Region Trøndelag als Reste des skandinavischen Küstennadelwaldes), Ostasien (Im Süden Koreas und Chinas gehen gemäßigte Regenwälder teilweise in tropische Regenwälder über, im Süden Japans finden sich noch Restbestände ursprünglich ausgeprägter gemäßigter Regenwälder), an der Westküste Schottlands ("Schottischer Regenwald", von Eichen geprägt), sowie an der Ostküste Südafrikas.

## Ökologische Bedeutung und Bedrohung
Der gemäßigte Regenwald ist das artenreichste Ökosystem in der gemäßigten Klimazone. Die hohe Biodiversität zeigt sich in der Tierwelt besonders bei Insekten und Spinnentieren sowohl in der Kronenschicht wie in den oberen Bodenhorizonten. Die Vielfalt der Pflanzenarten ist in den verschiedenen Großregionen unterschiedlich.
Durch das milde Klima und die ganzjährig hohe Feuchtigkeit ist die Biomasseproduktion hoch, weshalb auch regelmäßig viel Streu anfällt, die von den Bodentieren in den Mineralboden eingearbeitet wird. Deshalb können sich im Mineralboden große Humusvorräte ausbilden. Mächtige organische Auflagen (wie z. B. Rohhumus) bilden sich hingegen kaum, denn was von den Tieren nicht in den Mineralboden eingearbeitet wird, wie etwa Totholz, wird von Pilzen und Bakterien (Destruenten) rasch zersetzt. Andererseits führen die hohen Niederschläge zu einer Auswaschung der sogenannten Basenkationen, weshalb das Angebot an Nährstoffen wie Kalium, Magnesium und Calcium eher gering ist.
Soweit es noch großflächig zusammenhängende, von menschlichen Einflüssen weitgehend ungestörte Waldgebiete gibt, sind diese oft Rückzugsraum für andernorts verdrängte Arten.
In verschiedenen Regionen gibt es speziell an den Lebensraum gemäßigter Regenwald angepasste Arten. Ein bekanntes Beispiel ist der nordamerikanische Fleckenkauz (engl. Spotted Owl), Strix occidentalis, der von Naturschützern in den 1990er Jahren zum Symbol des Kampfes um den Schutz der letzten großflächigen Gebiete des temperate rainforest an der Nordwest-Küste gemacht wurde.
Der gemäßigte Regenwald ist in vielen Gebieten durch die Forstwirtschaft bedroht. In den großflächigen Urwäldern stehen oft besonders große Exemplare gefragter und damit wertvoller Baumarten.
Insbesondere in Nordamerika ist die übliche Nutzungsform der Kahlschlag, der das gesamte Ökosystem vollständig zerstört. Selbst wenn die Wieder-Aufforstung vorschriftsmäßig durchgeführt wird und erfolgreich ist, ist auf den nährstoffarmen Böden auch nur eine wenig wirtschaftliche Nutzung möglich. Trotz der höheren Kosten geht man deshalb vielfach zur Entnahme einzelner Stämme (oft unter Einsatz von Hubschraubern) über, durch die der Gesamtbestand möglichst geschont wird.
Mitte der 1990er Jahre wurden im Nordwesten des nordamerikanischen Kontinents große Vorkommen des gemäßigten Regenwaldes unter Naturschutz gestellt. Für andere wurden Nutzungseinschränkungen eingeführt, aber es bleiben auch weiterhin Gebiete für die Nutzung per Kahlschlag offen.
In Tasmanien führte intensiver Abbau von Kupfererz im nördlichen Westen der Insel zu einer Bedrohung des Waldes. Insbesondere um Queenstown entstanden baum- und pflanzenlose Landschaften. Aufforstungsprogramme, die schon vor 80 Jahren starteten, können heute erste Erfolge vorweisen, aber immer noch sind weiträumige Gebiete kahl.